# Bedragaren (2008)
Bedragaren är en svensk dokumentärfilm från 2008 i regi av Åsa Blanck och Johan Palmgren.
Filmen skildrar den ungerske bedragaren György Zemplényi som härjade i Malmö på 1990-talet där han utgav sig för att vara katolsk präst. Under det år han bodde i staden lurade han till sig minst två miljoner kronor.
Bedragaren producerades av Blanck som även skrev filmens manus. Musiken komponerades av Jon Ekstrand och Krister Linder och filmen fotades av Palmgren. Den klipptes av Peter Brundell och premiärvisades 5 september 2008. 17 maj 2012 visades filmen av Sveriges Television.